# Берггольц, Ольга Фёдоровна
О́льга Фёдоровна Бергго́льц (родилась 16 мая 1910 года, Санкт-Петербург, Российская империя — умерла 13 ноября 1975 года, Ленинград, РСФСР, СССР) — советская поэтесса, прозаик и драматург, писательница и военный журналист. В 1938 году репрессирована по делу «Литературной группы», реабилитирована в 1939 году. В феврале 1940 года вступила в ВКП(б).
Автор крылатой строки, ставшей лозунгом, высеченным на Мемориальной стене Пискарёвского кладбища, где похоронены многие жертвы Ленинградской блокады: «Никто не забыт, ничто не забыто». Почётный гражданин Санкт-Петербурга (1994, посмертно).

## Биография

### Ранние годы
Родители были уроженцами Санкт-Петербурга и знали друг друга с детства. Мать — Мария Тимофеевна Грустилина (1884—1957), дочь рязанского мещанина Тимофея Львовича Грустилина, перебравшегося в столицу и открывшего пивную от завода «Новая Бавария», и петербурженки Марии Ивановны.
Отец — военный хирург Фёдор Христофорович Берггольц (1885—1948), ученик Николая Бурденко, участник Первой мировой и Гражданской войн, сын Ольги Михайловны Берггольц (Королёвой по первому мужу), горничной в гостинице при мануфактуре К. Я. Паля, и строительного техника Христофора Фридриховича Берггольца, латыша, уроженца Риги, занимавшего управляющие должности на той же мануфактуре.
Младшая сестра — актриса Мария Берггольц (1912—2003).
Родители обвенчались за несколько месяцев до рождения Ольги, поэтому бабка по отцу не пустила её в дом как «зачатую во грехе», и некоторое время девочка жила в приюте, где сильно заболела; тогда же её крестили в церкви Симеона и Анны и отвезли домой. Детские годы прошли на окраине Невской заставы. В июне 1918 года мать перевезла дочерей в Углич к родственникам, где они прожили в бывших кельях Богоявленского монастыря до апреля 1921 года. Детские впечатления впоследствии отразятся в повести «Углич», вышедшей в 1932 году. Воспоминания об Угличе присутствуют и в автобиографической книге «Дневные звёзды». По возвращении в Петроград Ольга поступила в 117-ю трудовую школу, которую окончила в 1926 году.

### Литература

Борис Корнилов, первый муж

## Адреса
- Ул. Рубинштейна, 7, кв. 30[24]
- Наб. Чёрной речки, 20[25]

## Память

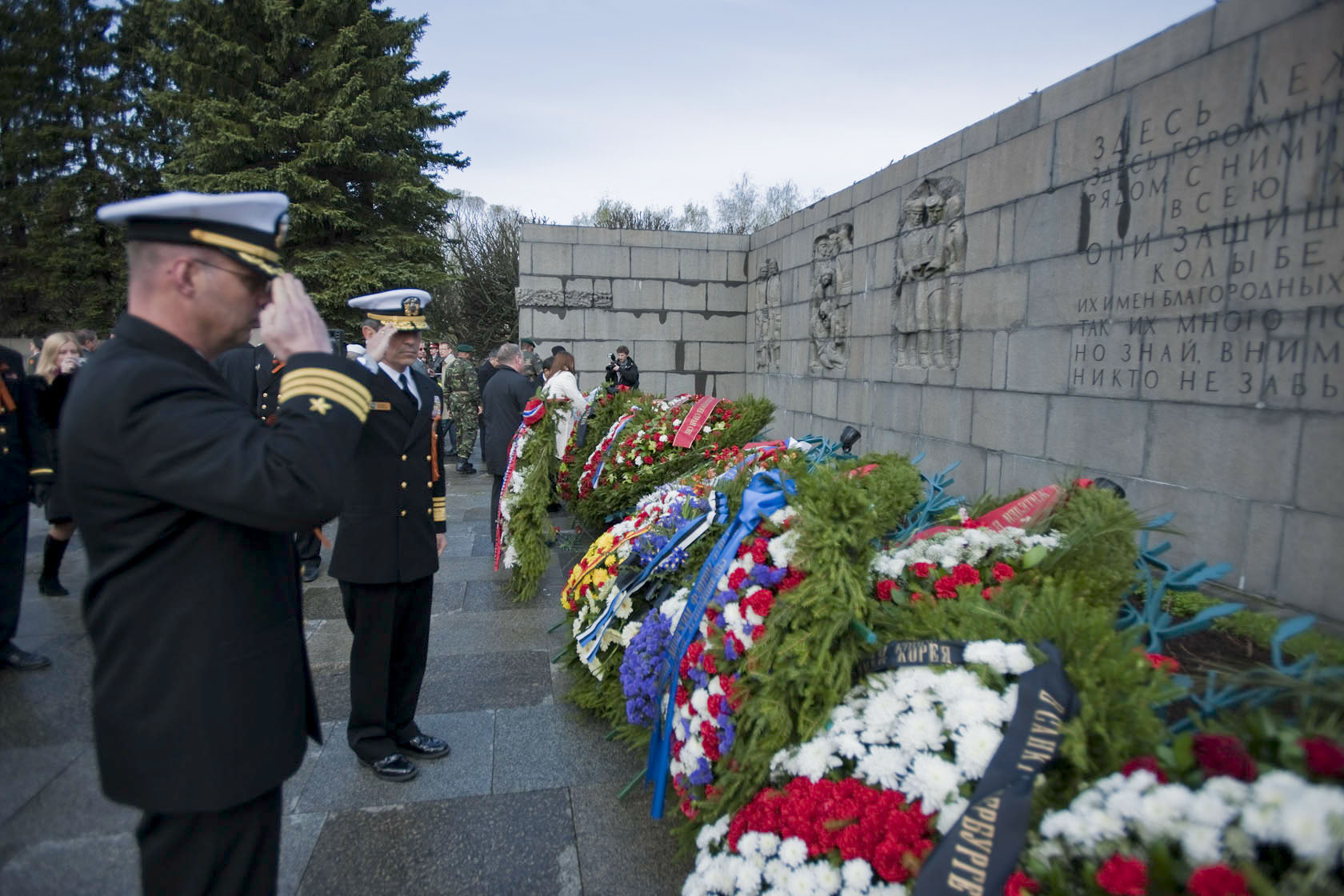
Мемориальная стена Пискарёвского кладбища: «Никто не забыт, ничто не забыто»

- После войны на гранитной стеле Пискарёвского мемориального кладбища, где покоятся 470 000 ленинградцев, умерших во время Блокады и в боях при защите города, были высечены слова Ольги Берггольц:

Здесь лежат ленинградцы.

Здесь горожане — мужчины, женщины, дети.

Рядом с ними солдаты-красноармейцы.

Всею жизнью своею

Они защищали тебя, Ленинград,

Колыбель революции.

Их имён благородных мы здесь перечислить не сможем,

Так их много под вечной охраной гранита.

Но знай, внимающий этим камням:

Никто не забыт и ничто не забыто.
- Именем Ольги Берггольц названа улица в Невском районе и сквер во дворе дома № 20 по набережной Чёрной речки в Приморском районе Санкт-Петербурга. Также именем Ольги Берггольц названа улица в центре Углича и улица в Новосибирске.
- Во дворе дома 20 по наб. Чёрной речки установлен памятник[25]
- Памятники Ольге Берггольц установлены во дворе Ленинградского областного колледжа культуры и искусства на Гороховой, 57-а (где в годы блокады был госпиталь) и в Палевском саду Невской стороны (открыт в 105-ю годовщину со дня рождения Берггольц[26][27]).
- Мемориальные доски Ольге Берггольц установлены на здании бывшей школы в Богоявленском монастыре Углича (Студенческий городок, 2), где она училась с 1918 по 1921 год и на улице Рубинштейна, 7, где она жила до осени 1940 года. Зимой 1941 года поэтесса переехала на свою вторую квартиру на Чёрной речке, спустя 2 года во время операции Искра переехала на свой первый адрес.
- Бронзовый барельеф её памяти установлен при входе в Дом радио.
- Через 19 лет после смерти Ольге Берггольц было присвоено звание «Почётный гражданин Санкт-Петербурга».
- 17 января 2013 года, к 70-летию прорыва блокады Ленинграда в Санкт-Петербурге в школе № 340 Невского района был открыт музей Ольги Берггольц. Экспозиция состоит из четырёх выставочных разделов — «Комната Ольги Берггольц», «Блокадная комната», «Место памяти» и «История микрорайона и школы».
- Ольге Берггольц посвящены документальные фильмы:
  - 1974 год — «Голос сердца»,
  - 2010 год — «Как невозможно жили мы…»
  - 2011—2015 годы — «Ленинградка» (4 серии, режиссёр Людмила Шахт).
- К 100-летию со дня рождения поэтессы, в 2010 году, петербургский театр «Балтийский дом» поставил спектакль «Ольга. Запретный дневник» (режиссёр Игорь Коняев, в главной роли Эра Зиганшина)[28].
- 31 мая 1988 года в честь О. Ф. Берггольц назван астероид (3093) Берггольц, открытый в 1971 году советским астрономом Т. М. Смирновой.
- В 2025 году о жизни поэтессы снят художественный фильм «Эфир» с Маргаритой Таничевой в главной роли[29].

Могила Ольги Берггольц на Литераторских мостках
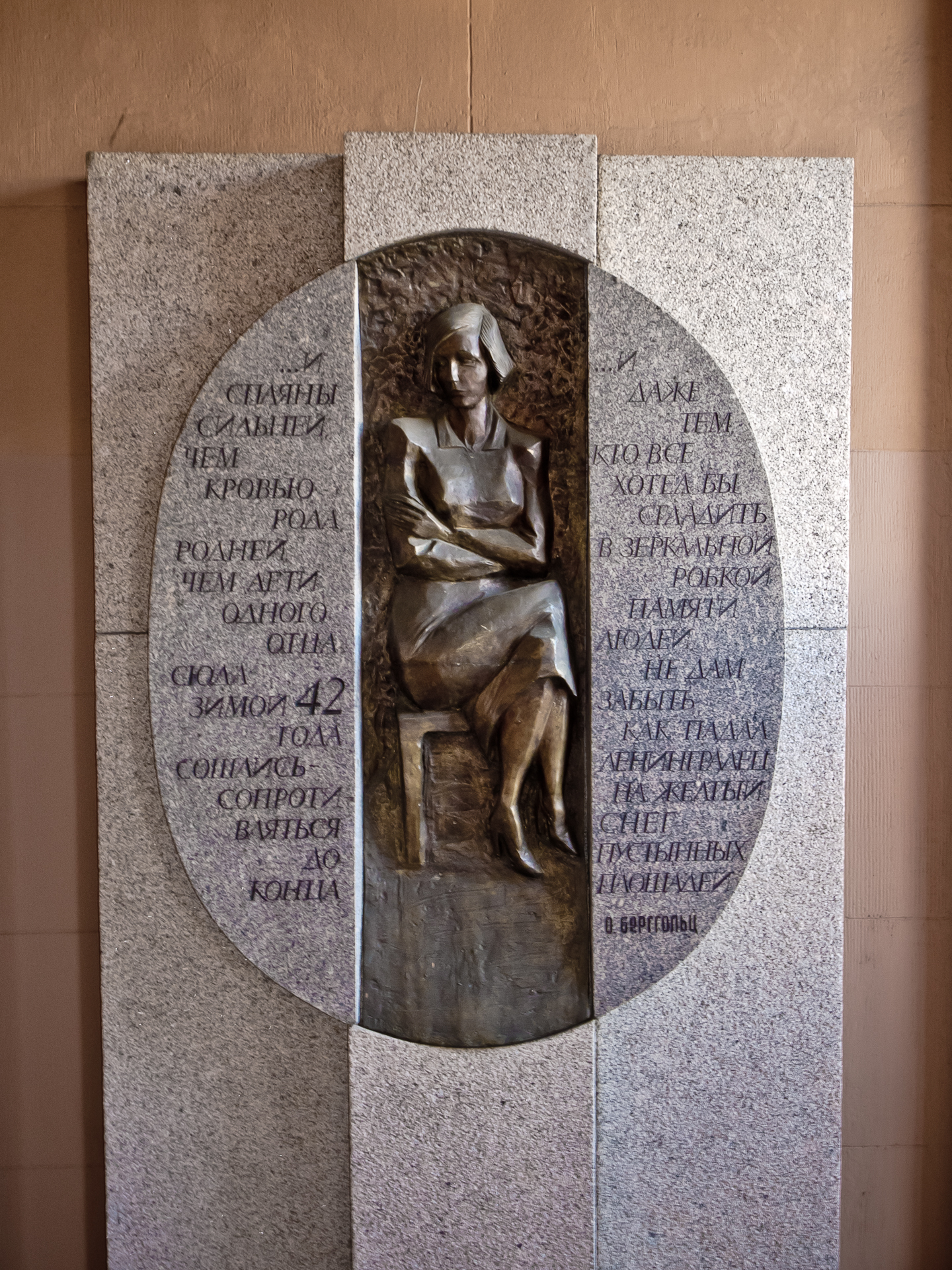
Мемориал Ольге Берггольц при входе в Ленинградский Дом Радио
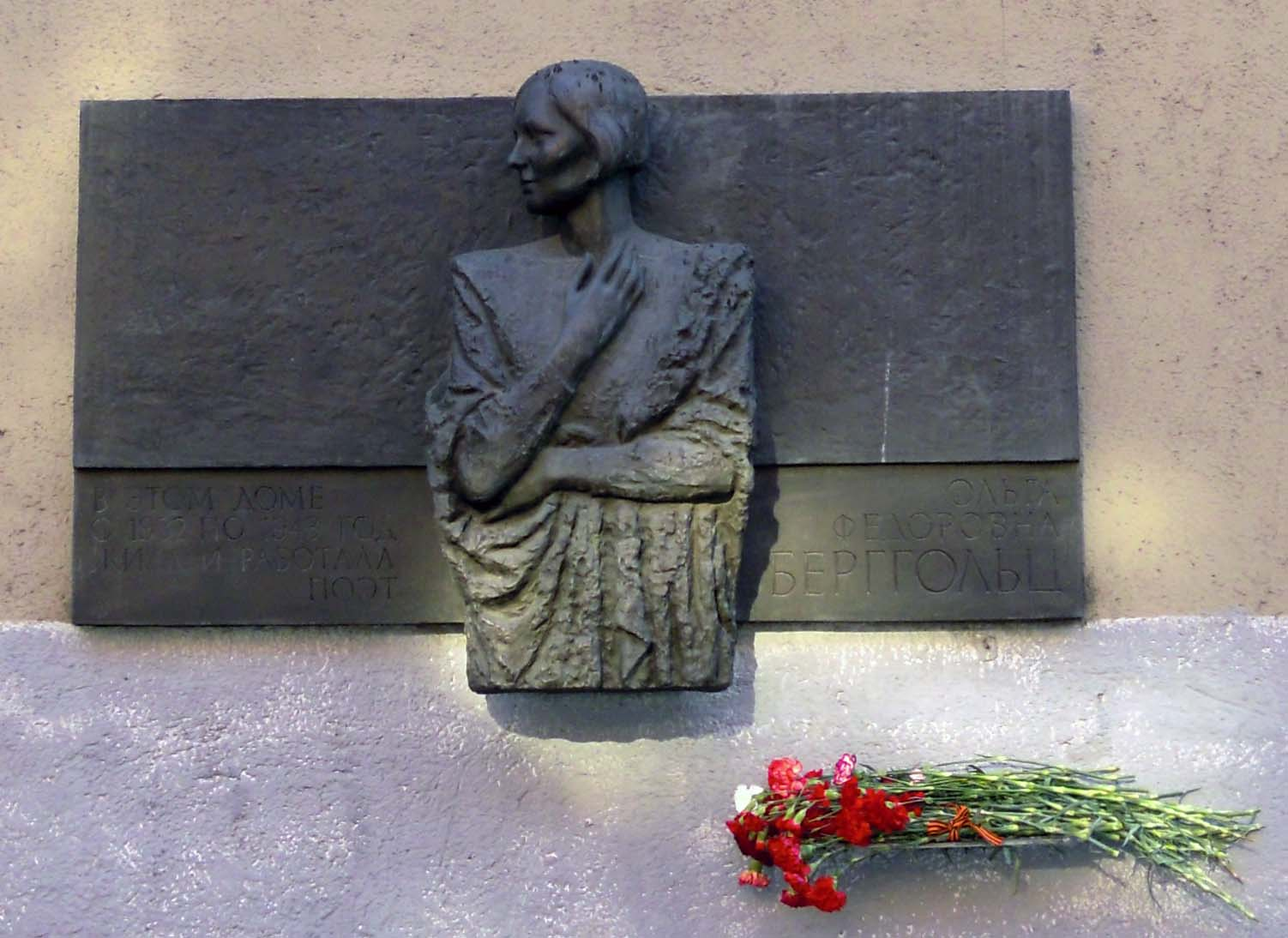
Мемориальная доска на доме 7 по ул. Рубинштейна в Санкт-Петербурге

## Семья
- Муж — Борис Корнилов (1907—1938), поэт, на его стихи написана знаменитая «Песня о встречном».
  - Дочери — Ирина и Майя, обе умерли в детстве.
- Муж — Николай Молчанов (1909—1942), журналист и литературовед.
- Муж — Георгий Макогоненко (1912—1986), литературный критик.
- Сестра — Мария Фёдоровна Берггольц (1912—2003). После смерти Ольги Федоровны Мария Федоровна много сделала для сохранения архива сестры и популяризации ее творчества. Архив О.Берггольц в настоящее время находится в РГАЛИ и в ИРЛИ РАН[30], куда передали его племянники Ольги Федоровны.
  - Племянники — Михаил Юрьевич Либединский (1931—2006; его отец Ю. Н. Либединский), экономист, и Фёдор Владимирович Янчин (1950—2009; его отец — Владимир Дмитриевич Янчин (1912—1994), актёр.
    - Их дети: Дмитрий Михайлович Лебединский (род. 1958), Виктор Михайлович Лебединский (род. 1979) и Ольга Федоровна Янчина (род. 1982).

## Переводы на другие языки

### Переводы нагреческий язык
- Μπέργγολτς, Όλγα. Δοκιμασία και άλλα ποιήματα [Берггольц, Ольга. Испытание и другие стихотворения : пер. на греч. Д. Триантафиллидиса]. — Афины: Samizdat, 2013. — ISBN 978-618-81042-0-4

## Адаптации произведений
- 1965 — опера «Питерцы» Александра Фридлендера по поэме «Первороссийск».
- 1966 — фильм «Дневные звёзды» (реж. Игорь Таланкин) — по повести «Дневные звёзды»
- 1967 — фильм «Первороссияне» (реж. Евгений Шифферс) — по поэме «Первороссийск»
- 2021 — фильм «Блокадный дневник» (реж. Андрей Зайцев) — по дневникам периода ленинградской блокады

## Дневники
Дневники, которые поэтесса вела много лет, при её жизни не были опубликованы. После смерти Ольги Берггольц её архив был конфискован властями и помещён в спецхран. Фрагменты дневников и некоторые стихотворения появились в 1980 году в израильском журнале «Время и мы». Большинство не публиковавшегося в России наследия Берггольц вошло в 3-й том собрания её сочинений (1990). Выдержки из дневников о приезде поэтессы в деревню Старое Рахино опубликованы в журнале «Знамя» в 1991 году.
Выдержки из дневников Ольги Берггольц, опубликованных в 2010 году:

Жалкие хлопоты власти и партии, за которые мучительно стыдно… Как же довели до того, что Ленинград осаждён, Киев осаждён, Одесса осаждена. Ведь немцы всё идут и идут… Артиллерия садит непрерывно… Не знаю, чего во мне больше — ненависти к немцам или раздражения, бешеного, щемящего, смешанного с дикой жалостью, — к нашему правительству… Это называлось: «Мы готовы к войне». О сволочи, авантюристы, безжалостные сволочи!

В 2015 году было объявлено о первом полном издании дневников Ольги Берггольц. Подготовкой издания занимался коллектив Российского государственного архива литературы и искусства (РГАЛИ), в котором с 1975 года хранится личный фонд поэтессы.

## Награды и премии
- Сталинская премия третьей степени (1951) за поэму «Первороссийск» (1950)
- орден Ленина (28 октября 1967)
- орден Трудового Красного Знамени (1960)
- медаль «За оборону Ленинграда» (1943)
- медаль «За доблестный труд в Великой Отечественной войне 1941—1945 гг.»
- Почётный гражданин Санкт-Петербурга (1994)

### Комментарии
1. ↑  Похоронена на Шуваловском кладбище в Санкт-Петербурге.
2. ↑  Похоронена на Литераторских мостках Волковского кладбища.
3. ↑  Сведения о фонде О.Ф. Берггольц на сайте РГАЛИ (фонд № 2888)

### Сноски
1. ↑  Краткая литературная энциклопедия — М.: Советская энциклопедия, 1962.
2. 1 2 3  Громова Н. А. Смерти не было и нет: Ольга Берггольц: опыт прочтения судьбы. — М.: АСТ, 2020. — С. 14—32. — 430 с. — ISBN 978-5-17-121906-2. Архивировано 9 октября 2021 года.
3. ↑  «…прокурор (фамилии не помню) спросил отца, правда ли, что он немец… Отец ответил, конечно, что и то и другое неправда: немцев у нас в роду не было и нет, отец отца (мой дед) латыш по национальности…» Из заявления О. Ф. Берггольц на имя городского прокурора А. Н. Фалина от 1943 г.
4. ↑  Н. А. Прозорова. К 100-летию со дня рождения О. Ф. Берггольц (1910-1975). Письма О. Ф. Берггольц к отцу Ф. X. Берггольцу (1942-1948) // Ежегодник Рукописного отдела Пушкинского Дома : журнал. — 2010. — С. 606. Архивировано 6 апреля 2022 года.
5. 1 2  Улыбин В. В. И лжи заржавеет печать... Двойные звезды Ольги Берггольц. — СПб.: Алетейя, 2010. — С. 6—20. — 208 с. — ISBN 978-5-91419-352-9.
6. ↑  Скибинская О. Н. По Ярославскому краю: творческие поездки советских писателей // История ярославской словесности / Под общ. ред. В. В. Горошникова. — Рыбинск: Медиарост, 2021. — С. 199.
7. ↑  Статья «Осетия — особая строка в творческой биографии Ольги Берггольц». Архивировано 24 апреля 2014 года. на сайте газеты «Северная Осетия» (см. в разделе ссылок ссылку на авторский вариант этой статьи).
8. ↑  С августа 1991 года — «Северная Осетия». Архивировано 17 апреля 2010 года.
9. ↑  Ерошкина, 2005, с. 8.
10. ↑  «Не дам забыть…». Ольга Берггольц. Избранное. [Сост., вступит. статья и коммент. Н. Прозоровой]. СПб.: ООО «Полиграф», 2014. — 688 с. 16-17 стр.
11. ↑  Дело «Литературной группы» Архивная копия от 16 мая 2021 на Wayback Machine (Независимая газета, 28.06.2001)
12. ↑  Голос блокадной музы Ольги Берггольц. // tvkultura.ru. Дата обращения: 30 декабря 2011. Архивировано 11 февраля 2012 года.
13. ↑  Евгений Колесников. Бездетная Мадонна. Аргументы и факты — Петербург (21 января 2014). Дата обращения: 5 мая 2014. Архивировано 14 декабря 2014 года.
14. ↑  Наталья Громова Ольга Берггольц: Смерти не было и нет. Опыт прочтения судьбы. Архивировано 30 июля 2018 года.
15. ↑  «Ольга. Запретный дневник», 2010, издательство «Азбука-классика», СПб, сост. Н. Соколовская
16. ↑  Рубашкин А. И. Ленинградское радио в дни блокады, 2015.
17. 1 2  Ерошкина, 2005, с. 9.
18. ↑  Евгений Евтушенко. Сумевшая подняться. Из антологии «Десять веков русской поэзии». // newizv.ru. Дата обращения: 30 декабря 2011. Архивировано 4 февраля 2014 года.
19. ↑  БЕРГГО́ЛЬЦ : [арх. 1 мая 2021] / О. С. Левченкова // «Банкетная кампания» 1904 — Большой Иргиз. — М. : Большая российская энциклопедия, 2005. — С. 341. — (Большая российская энциклопедия : [в 35 т.] / гл. ред. Ю. С. Осипов ; 2004—2017, т. 3). — ISBN 5-85270-331-1.
20. 1 2  Вечерний Ленинград, 3 октября 1961 г., № 234(4857), с. 4. — Объявление о разводе с Г. П. Макогоненко, проживающим в Тульском пер., д. 8, кв. 29 (ныне Тульская ул.)
21. ↑  Виктория Работнова: «Камень во дворе дома на Чёрной речке — в честь „блокадной музы“». Архивировано 14 ноября 2009 года.. MR7.ru, 17.06.2009
22. ↑  Першин А. Блокадная легенда. // Газета «Вести Курортного района», № 8 за май 2010 года — С. 3.
23. ↑  Могила О. Ф. Берггольц на Волковском кладбище. Дата обращения: 17 ноября 2013. Архивировано 2 апреля 2015 года.
24. ↑  Ленинград Ольги Берггольц: путешествие по маршруту жизни, любви и страданий блокадной музы. Дата обращения: 25 октября 2023. Архивировано 12 ноября 2023 года.
25. 1 2  С. Глезеров. Микрофон, стихи, дневник. Такой необычный памятник посвящен Ольге Берггольц. Газета Санкт-Петербургские ведомости. № 200 (7529) от 24.10.2023
26. ↑  Памятник Ольге Берггольц появился в Палевском саду. Агентство актуальной информации «Телеграф» (16 мая 2015). Дата обращения: 20 мая 2015. Архивировано 18 мая 2015 года.
27. ↑  Открытие памятника Ольге Берггольц (фото). Интерпресс.Ру (16 мая 2015). Дата обращения: 20 мая 2015. Архивировано 16 октября 2017 года.
28. ↑  Светлана Мазурова. Запретный дневник. Российская газета — Северо-Запад, № 5183 (104). Дата обращения: 30 декабря 2011. Архивировано 18 ноября 2011 года.
29. ↑  «Ленфильм» завершил съемки байопика «Эфир» о жизни Ольги Берггольц. Вечерний Санкт-Петербург. — новость. Дата обращения: 17 июня 2025.
30. ↑  История дневников Ольги Берггольц • Arzamas (рус.). Arzamas. Дата обращения: 9 августа 2024.
31. ↑  «Ольга Берггольц „Из дневников (май, октябрь 1949)“». Научно-просветительский журнал «Скепсис». Дата обращения: 29 марта 2015. Архивировано 2 апреля 2015 года.
32. ↑  Ольга Берггольц. Из дневников (май, октябрь 1949). Вступительная статья В.Оскоцкого. Публикация М. Ф. Берггольц // «Знамя». — 1991. — № 3. — С. 160—172.
33. ↑  «К 70-летию прорыва блокады Ленинграда вспоминают погибших от голода и пирожные в Смольном». Дата обращения: 18 января 2013. Архивировано 21 января 2013 года.
34. ↑  Советский человек: два в одном. Дата обращения: 5 декабря 2018. Архивировано 5 декабря 2018 года.
35. ↑  Татьяна Горяева: «Мадонна блокады». Архивировано 12 января 2020 года.. «Российская газета», Федеральный выпуск № 6705 (134), 22.06.2015

## Исследования
- «Так хочется мир обнять»: О. Ф. Берггольц. Исследования и публикации: К 100-летию со дня рождения / Отв. редактор Н. Прозорова. СПб.: Пушкинский Дом, 2011. 336 с., 300 экз., ISBN 978-5-91476-004-2
- Ольга Оконевская, «И возвращусь опять…» СПб: «Logos», 2005, 268 с., ISBN 5-87288-312-9. Книги воспоминаний об Ольге Берггольц.